# Heleno Saña Alcón
Heleno Saña Alcón (Barcelona, 1930) és un filòsof i assagista català. Prové d'una família llibertària.

## Biografia
El seu pare Joan Saña Magrinyà, va militar en la CNT i en l'Ateneu Enciclopèdic Popular. La seva joventut va estar marcada pels repetits arrests del seu pare i la lluita clandestina contra el règim de Franco. Després de la seva formació i treballar com a periodista a Madrid es va exiliar a Alemanya en 1959, país d'on procedeix la seva esposa i on segueix residint. Des de llavors ha viscut al sud de Hesse Darmstadt, República Federal d'Alemanya. Sobre la seva decisió d'abandonar Espanya, Saña escriu en el seu llibre, Don Quixot a Alemanya. L'autobiografia d'un estrany:
| « | " Tal vegada va ser la meva decisió de sortir del país i instal·lar-me a Alemanya, una decisió equivocada. Però: vaig decidir que Alemanya no era tant per a mi com una dona d'aquest país. El realment únic que m'importava era l'única dona que havia conegut a Madrid i que volia viure amb ella - no importava ni com ni on. En conseqüència, no vaig dubtar a trencar els ponts darrere de mi i decidir la meva vida en l'adéu a la capital espanyola". | » |

## Trajectòria intel·lectual
El seu procés de reflexió se centra en els problemes al fet que s'enfronta l'home d'avui en el pla econòmic, polític, moral, i social. Coneix i ha estudiat autors moderns. Va contra corrent dels valors materials predominants al món actual.
Ha escrit vint llibres en alemany i és pensador conegut -i molt polèmic- a Alemanya. Opina, com Dostoievski, que la destinació d'Alemanya ha estat la de protestar. Ho explica amb una claredat sorprenent, aportant alternatives d'esperança. Res a veure amb els que anomena "els deixebles esgarriats de Hegel", que van dominar la filosofia en el segle xx. No s'ha deixat portar per simpaties o antipaties; ha estudiat filòsofs en funció de la seva influència en el pensament universal i en la història real, al marge que aquesta influència hagi estat fecunda o perniciosa.
També ha escrit disset llibres en castellà. Dels llibres en alemany se n'han traduït molt pocs.
A part de la seva obra com a escriptor, ha estat col·laborador i columnista de nombroses publicacions, entre elles Índice (Madrid), Cuadernos para el Diálogo (Madrid), Sindicalismo (Madrid), El europeo (Madrid), Destino (Barcelona), Historia y vida (Barcelona), Tiempo de historia (Madrid), El independiente (Madrid). En els darrers anys (en concret de 2000 a 2005) signà la columna setmanal Humanamente hablando a la revista La clave (Madrid).

## Obres
- El capitalismo y el hombre (1967)
- El Anarquismo. De Proudhon a Cohn-Bendit (1970)
- La internacional comunista I y II (1972)
- Historia, marxismo y filosofía (1972)
- Cultura proletaria y cultura burguesa (1972)
- El marxismo, su teoría y su praxis (1973)
- Die Krise Europas, (La crisi a Europa) Darmstadt (1974)
- Líderes obreros (1974)
- España sin equilibrio (1975)
- Historia y conflicto (1976)
- El anarquismo (1976)
- Sindicalismo y autogestión (1977)
- Noche sobre Europa : el fascismo alemán 1919-1980 (1980)
- El franquismo sin mitos : conversaciones con Serrano Suñer (1982)
- La filosofía de Hegel (1983)
- Viajero en la tierra (1985)
- Verstehen Sie Deutschland? Impressionen eines spanischen Intellektuellen. (Entendre Alemanya? Les impressions d'alguns intel·lectuals espanyols) Frankfurt (1986)
- Crónica de una ausencia (1987)
- Das Vierte Reich. Deutschlands später Sieg (El IV Imperi: gol del triomf d'Alemanya) Hamburg (1990)
- El dualismo español (1990)
- Die verklemmte Nation. Zur Seelenlage der Deutschen (La nació acomplexada) (1992)
- Das Ende der Gemütlichkeit. (La fi de la intimitat) Hamburg (1992)
- Die Lüge Europa. Ein Kontinent bangt um seine Zukunft. (La mentida d'Europa. Un continent està preocupat pel seu futur) Hamburg (1993)
- Die Deutschen: Zwischen Weinerlichkeit und Grössenwahn. (Els alemanys: Entre el plor i la megalomania) Hamburg (1995)
- Crónica de una ausencia (1997)
- La civilización devora a sus hijos: el dominio del imperio y sus consecuencias (1999)
- La revolución libertaria (2001)
- Macht ohne Moral. Die Herrschaft des Westens und ihre Grundlagen. (El poder sense moralitat. La dominació d'occident i els seus fonaments) Kölm (2003)
- Don Quijote in Deutschland. Autobiographische Aufzeichnungen eines Außenseiters. (Don Quixot a Alemanya. L'autobiografia d'un estrany) Kölm (2005)
- Atlas del pensamiento universal : historia de la filosofía y los filósofos (2006)
- Antropomanía: en defensa de lo humano (2006)
- Historia de la filosofía española (2007)
- Breve historia de la ética: una introducción a la teoría de la moral (2009)
- Tratado del hombre (2010)
- La derrota de Dios (2010)
- La Revolución libertaria : los anarquistas en la Guerra civil española (2010)
- El camino del bien. Respuesta a un mundo deshumanizado. (2013)
- La Ideología del Éxito. Una lectura de la crisis de nuestro tiempo. (2016)